# 艾迪特·皮雅芙
艾迪特·皮雅芙（1915年12月19日—1963年10月10日），原名艾迪特·喬凡娜·加雄（Édith Giovanna Gassion），是法國著名且受眾人愛戴的女歌手之一。
1915年12月19日皮雅芙出生於巴黎的貧困家庭，父親是馬戲團團員，母親是街頭歌手。父母離異後，因為出生後遭母親遺棄，父親因加入軍隊，將她託付於經營風俗業的祖母與性工作者的照顧在諾曼地長大。其中一位傳記作者稱皮雅芙3歲到7歲就因角膜炎失明。她祖母的員工們湊錢陪她去朝聖（Saint Thérèse of Lisieux. ）後，她恢復了視力。皮雅芙稱這是奇蹟般的治癒。
14歲時與父親巡迴於法國街頭表演，開始了公眾場合的演唱。隨後結識席夢娜.蒙蒙娜.貝何托（Simone "Mômone" Berteaut）與其一同在街頭表演，她們靠表演收入於巴黎租房維生。
1932年，Piaf結識Louis Dupont， 1933年2月11日, 17歲的Piaf生下一女,取名Marcelle "Cécelle" Dupont，隨著2人關係的結束，Marcelle 交與父親照顧，之後於 1935 年 7 月因腦膜炎去世。
1935年，Piaf被Leplée發掘，因表演時的極度緊張與嬌小的身材（約142.2-146.8公分），給了老闆藝名啟發La Môme Piaf就此誕生，此為巴黎俚語，意為雲雀小孩（英文：The Sparrow Kid），Louis Leplée也教導Piaf舞臺知識與上臺時著黑色洋裝（後成為其標誌），Piaf開始展露頭角。
1936 年 4 月 6 日，俱樂部老闆Louis Leplée 被先前與 Piaf認識的暴徒殺害。一連串的負面消息威脅著Piaf的事業。為了重塑形象，她聘請了雷蒙德·阿索（Raymond Asso）並與他展開戀情。他將她的藝名改為“艾迪絲·皮雅芙”，禁止不待見的熟人與她碰面，並委託Marguerite Monnot 創作反映或暗示皮雅芙以前街頭生活的歌曲。
1947年的美國巡迴，皮雅芙認識了拳擊手Marcel Cerdan，當時男方尚於婚姻狀態，此段婚外情頓時成為國際頭條。
她的作品多為其一生的寫照，最著名的歌曲包括《玫瑰人生》（La Vie en Rose，1945年）、《愛的讚歌》（Hymne à l'amour，1949年）、《我的老爺》（Milord，1959年）和《我無怨無悔》（Non, je ne regrette rien，1960年）。中年以後，皮雅芙因為車禍的傷害，染上注射嗎啡止痛和酗酒。1963年10月10日，皮雅芙因肝癌死於格拉斯，終年47歲，當月她的朋友尚·考克多（Jean Cocteau）於10月11日逝世。法蘭西共和國為她舉行了國葬，使她成為國家的標誌。法國人親切地稱艾迪特·皮雅芙為“小姑娘”（la Môme），2007年上映的電影《玫瑰人生》（La Vie en Rose）演繹了她傳奇的一生。

## 早期生活

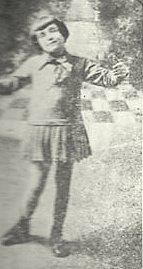
小時候的艾迪特·皮雅芙

儘管已經存在許多關於愛迪·皮雅芙（Édith Piaf）的人物傳記。愛迪的大半人生仍然被籠罩在神秘之中。愛迪原名為Édith Giovanna Gassion，出生于美麗城（Belleville），這是一個擁有高移民率的地區。據說琵雅芙出生在美麗城72號街的人行道上，但是她的出生證明上顯示她出生於Tenon醫院，這是一家位於巴黎二十區美麗城的醫院。
愛迪（Édith）是以第一次世界大戰中的英國護士艾迪特·卡維爾（Edith Cavell）所命名的，愛迪·卡維爾因為幫助法國士兵逃離德國戰俘營而被處死；愛迪·皮雅芙的皮雅芙（Piaf）則是她在20年走紅之後所得到的昵稱，這是“小麻雀”（bird）在巴黎大區 (法蘭西島)的方言。
愛迪的母親是安妮塔（Annetta Giovanna Maillard，1895年至1945年），她的父親擁有法國與義大利血統，而母親則有柏柏爾人的血統。她是裡窩那（Livorno）人，這是一個位於義大利托斯卡納（Tuscany）的西部港口城市。她以琳恩·瑪莎（Line Marsa）這個名稱在一個咖啡廳擔任駐唱歌手。
愛迪的父親路易士（Louis-Alphonse Gassion，1881年至1944年）原本在劇院工作，後來淪為諾曼第的一個街頭雜技演員。愛迪的父母後來拋棄了她，於是她在之後的一段時間中與外祖母艾瑪（1876年至1930年）住在一起。愛迪的父親在跟隨法國軍隊參加第二次世界大戰之前，把她交給在諾曼第經營妓院的祖母來照顧。在那裡工作的妓女們也時常幫忙照顧小艾迪特。
據說愛迪從三歲到七歲之間因角膜炎而失明。根據愛迪的一篇傳記描述，愛迪在妓女們湊錢把她送到聖女小德蘭（Thérèse of Lisieux）朝聖之後便恢復了視力，本人認為那次不可思議的奇跡般的康復是朝聖的結果。
在1925年，年僅十歲的愛迪跟隨父親在法國街頭賣藝，也是在同一時間，她第一次在公共場合唱歌。
後來，愛迪在克萊蒙（位於巴黎十八區Verona路18號）的大酒店租了一個房間，跟她父親分居，以她自己的方式在的蒙馬特皮加勒區（Pigalle）和巴黎郊區的街頭賣唱（演唱歌曲包括Elle fréquentait la Rue Pigalle）。
愛迪在此同時與她的朋友西蒙妮（Simone Berteaut）合作，這兩個人在後來的日子裡成為終生的搭檔。艾迪特在16歲的時候愛上了一個叫路易·杜邦（Louis Dupont）的送報員。
愛迪在18歲時生下了她唯一一個孩子瑪賽，瑪賽在兩歲時死於腦膜炎。正如她母親一樣，愛迪發現在生活於街頭的同時照顧孩子是一件很困難的事，所以她總是留下瑪賽，獨自離開，所以一直以來都是杜邦在照顧瑪賽，一直到瑪賽死亡。

## 歌手生涯

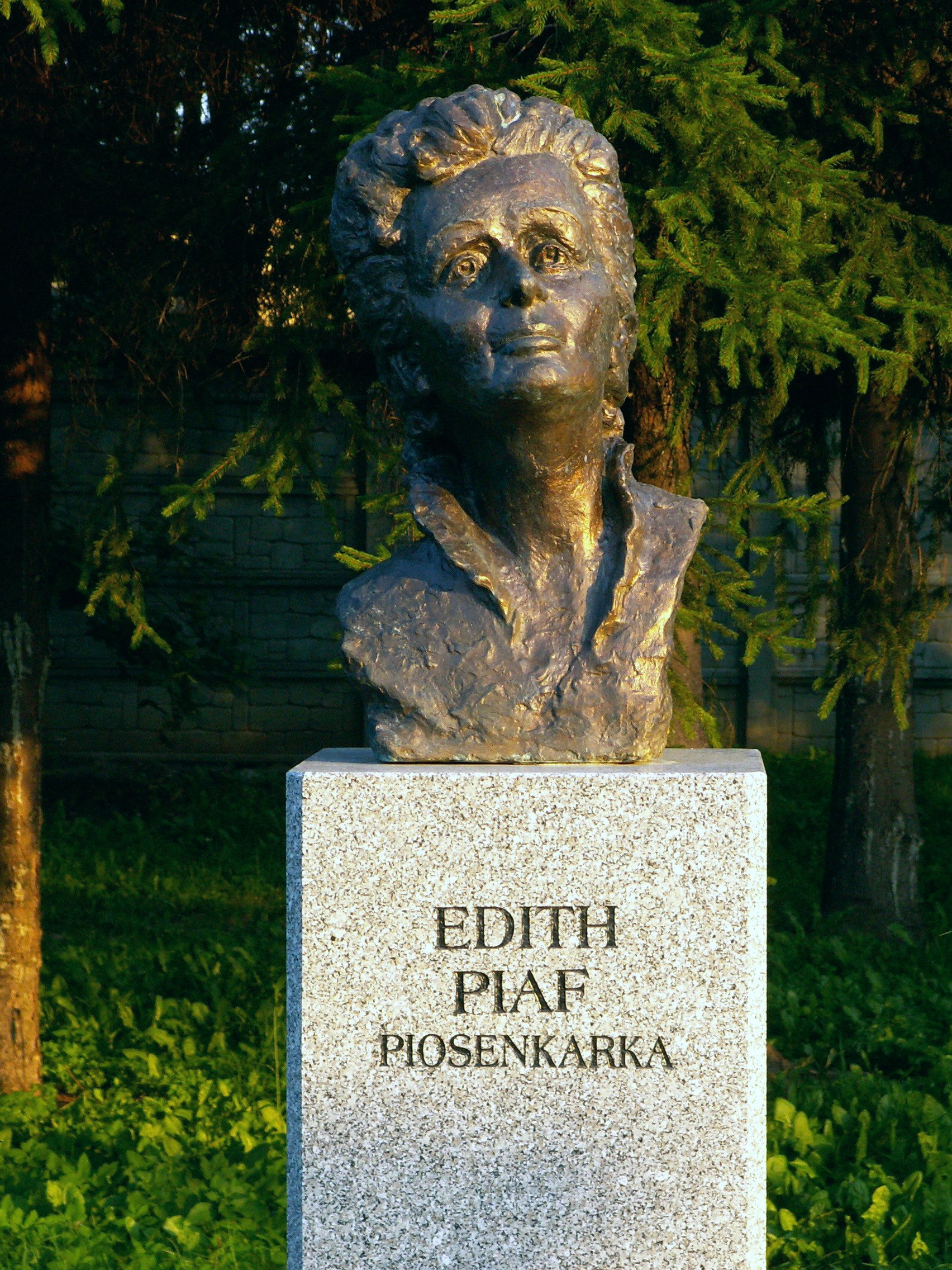
艾迪特·皮雅芙的半身雕像

艾迪特·皮雅芙在1935年被夜店老闆路伊·蕾佩（Louis Leplée）於巴黎街頭發掘，他經營的夜店位於香榭丽舍大街旁，經常有有許多上流社會人士進出。路伊·蕾佩幫助皮雅芙克服嚴重心理的障礙（她的身高只有142公分也是原因之一），順利完成演出。他也幫艾迪特取了小麻雀皮雅芙（La Môme Piaf）這個藝名。路伊·蕾佩教導皮雅芙舞台表演的技巧，並且要求她穿著黑色套裝，後來也因此成為她的象徵之一。
路伊·蕾佩幫皮雅芙舉辦的首次音樂會邀請許多著名人士出席，包括作曲家瑪格麗特·蒙諾（Marguerite Monnot）與演員墨利斯·雪佛萊（Maurice Chevalier）等人。他們也受到皮雅芙的吸引，瑪格麗特·蒙諾更是終身與她共同合作。
路伊·蕾佩在1936年4月6日被殺，艾迪特·皮雅芙後來遭到警方訊問，但是最終無罪釋放。因為路伊·蕾佩的死與皮雅芙有關，導致媒體對她的印象轉為負面，為了挽回自己的名聲，艾迪特·皮雅芙與作曲家雷蒙·艾索（Raymond Asso）合作。他將皮雅芙的藝名正式改成「艾迪特·皮雅芙」。
艾迪特·皮雅芙在1940年於尚·考克多（Jean Cocteau）的作品中演出，並與瑪格麗特·蒙諾成為好友，她也替皮雅芙創作許多歌曲。她於1944年與義大利出生的法國演員伊夫·蒙当於巴黎相識，後來成為她的顧問與情人。蒙頓在這一年當中成為法國最著名的歌手之一，皮雅芙也在同時與他分手。
在第二次世界大戰期間，艾迪特·皮雅芙經常替德國軍人演唱，因此被許多人視為叛國賊。後來艾迪特·皮雅芙宣稱她其實是支持法國抵抗運動（French Resistance）。她可能真的曾經幫助許多人逃離納粹的迫害，雖然這種看法沒有證據支持。
在這段期間，艾迪特·皮雅芙在巴黎已經獲得極大的成功，成為法國最受歡迎的歌手。在第二次世界大戰結束後，皮雅芙成為國際知名歌手，巡迴於歐洲，美國與南美洲來進行演出。她也幫助阿根廷民歌歌手阿塔瓦爾帕·尤潘基（Atahualpa Yupanqui）在1950年7月於巴黎舉行首次演唱會。皮雅芙也跟法國著名歌手查尔斯·阿兹纳吾尔於法國及美國進行巡迴演唱，並錄製歌曲。
她於1947年首次前往美國演唱，但是最初並沒有受到觀眾喜愛，但由於紐約知名報紙的稱讚，艾迪特·皮雅芙在美國開始大受歡迎。她曾8次參加綜藝節目《艾德·蘇利文秀》（The Ed Sullivan Show），並兩度（1956年與1957年）在卡內基大廳演唱。
艾迪特·皮雅芙從1955年1月到1962年10月在巴黎著名奧林匹亞音樂廳的系列演出取得了很大的成功，後來皮雅芙於1961年為了挽救奧林匹亞音樂廳的破產危機，她在那裡推出了新歌：《我無怨無悔》（Non, je ne regrette rien）。

## 死亡

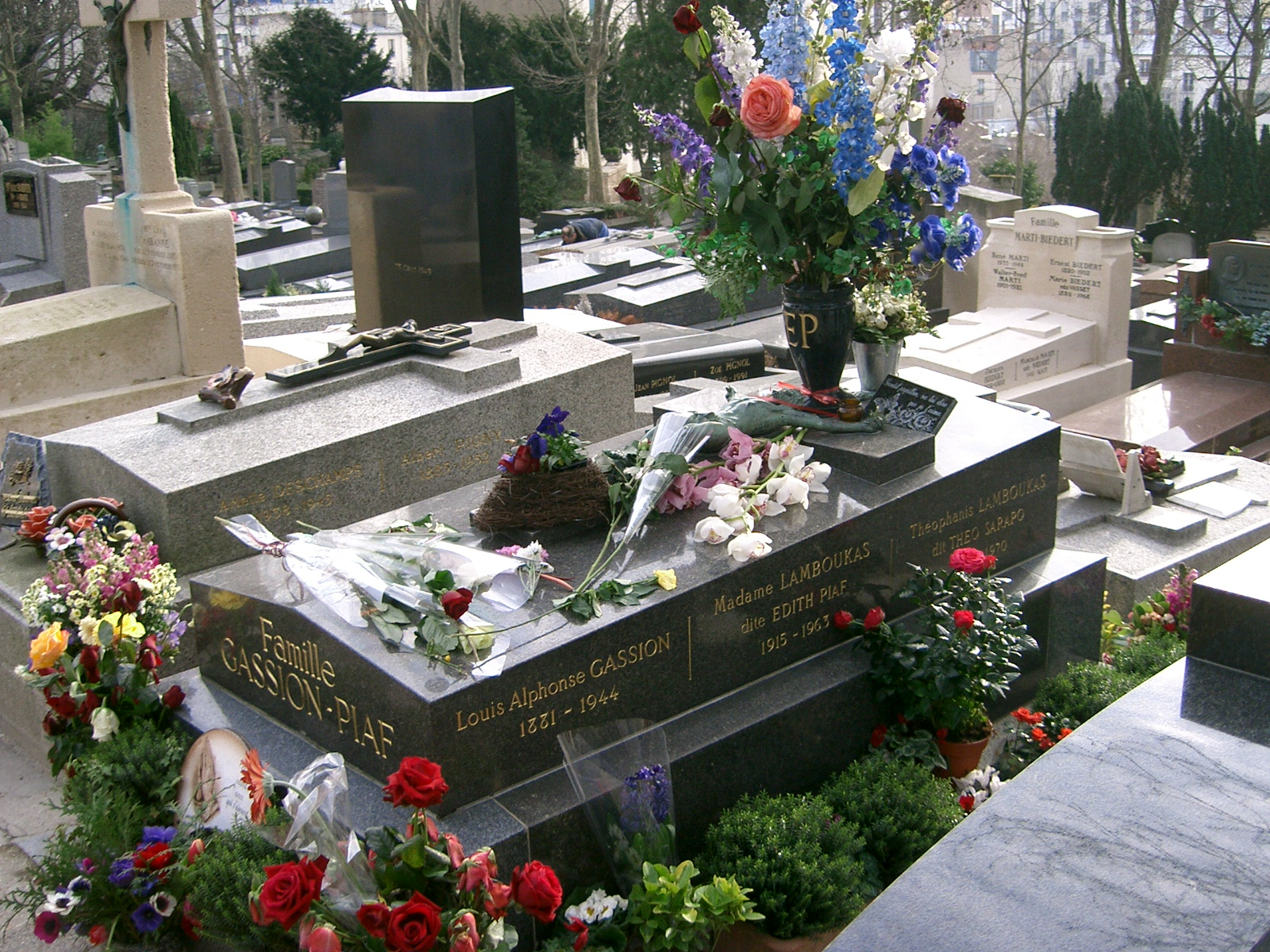
艾迪特·皮雅芙的墳墓，位於巴黎拉雪茲神父公墓中

艾迪特·皮雅芙於1963年10月11日因為肝癌死于蔚藍海岸普拉卡西耶，终年47岁。當時她已經有好幾個月都處於意識沒有完全清醒的情況下。艾迪特·皮雅芙的遺言是「你要为这一生做的所有事付出代价」。艾迪特·皮雅芙最終與女兒一起葬於拉雪茲神父公墓中，並吸引許多民眾前往。雖然天主教巴黎總教區因她的生平拒絕為她舉行安魂彌撒，她的葬禮還是吸引超過100,000名歌迷參加。艾迪特·皮雅芙博物館（Musée Édith Piaf）於1977年開張。

## 私生活
在第二次世界大戰結束後，她認識了知名世界中量級冠軍拳擊手马塞尔·塞尔当，他們雙雙墜入情網（儘管塞尔当時有婦之夫），並成為國際新聞。後來塞尔当於1949年10月27日乘搭法國航空公司飛機準備前往紐約時，飛機卻在亞述爾群島墜毀，塞尔当不幸遇難身亡。
艾迪特·皮雅芙於1951年與歌手夏尔·阿兹纳武尔（Charles Aznavour）一起遭遇到車禍，傷及兩根肋骨，並導致她於治療期間對嗎啡和酒精成癮。後來她的健康狀況每日愈下，開始出現不自覺顫抖，更多次在舞台上昏倒。她於1952年7月29日嫁給了歌手Jacques Pills，但是後來於1956年離異。艾迪特·皮雅芙於1962年與法國歌手迪奧法尼斯（Theophanis Lamboukas）結婚，他的年紀比皮雅芙還要小20歲。迪奧法尼斯於1970年去世後也葬於拉雪茲神父公墓。